# Dieter Wendisch
Dieter Wendisch, född den 9 maj 1953 i Gauernitz i Tyskland, är en östtysk roddare.
Han tog OS-guld i fyra med styrman i samband med de olympiska roddtävlingarna 1980 i Moskva.